# جهیزدان (سرآب)
جهیزدان یکی از روستاهای استان آذربایجان شرقی است که در دهستان ابرغان بخش مرکزی شهرستان سرآب واقع شده‌است.